# Ball (album)
Ball – trzeci album studyjny amerykańskiej, psychodelicznej grupy rockowej Iron Butterfly, wydany w 1969 roku. Po ogromnym sukcesie poprzedniego albumu, grupa zmodyfikowała swoje acid rockowe brzmienie, na rzecz bardziej melodyjnych kompozycji. Ciężkie gitary, stanowiące symbol zespołu, wciąż są obecne, choćby w utworach "In the Time of Our Lives" i "It Must Be Love". Album wylądował na 3. miejscu na liście Billboardu, sprawiając że Ball, stał się większym sukcesem niż In-A-Gadda-Da-Vida. Album otrzymał status złotej płyty w marcu 1969 roku. Na albumie tym znalazły się również 2 singlowe przeboje: "Soul Experience", który znalazł się na 75. miejscu na liście Billboardu, oraz "In the Time of Our Lives", który osiągnął 96. miejsce.
Na reedycji z 1999 roku, znalazły się 2 dodatkowe utwory: "I Can't Help But Deceive You Little Girl" i "To Be Alone", które wcześniej dostępne były tylko na singlach 7-calowych.

## Spis utworów

### Strona A
| 1. | "In the Time of Our Lives" (Doug Ingle, Ron Bushy)       | 4:46  |
|    |                                                          |       |
| 2. | "Soul Experience" (Ingle, Bushy, Erik Brann, Lee Dorman) | 2:50  |
|    |                                                          |       |
| 3. | "Lonely Boy" (Ingle)                                     | 5:05  |
|    |                                                          |       |
| 4. | "Real Fright" (Ingle, Bushy, Brann)                      | 2:40  |
|    |                                                          |       |
| 5. | "In the Crowds" (Ingle, Dorman)                          | 2:12  |
|    |                                                          |       |
|    |                                                          | 17:33 |
|    |                                                          |       |

### Strona B
| 1. | "It Must Be Love" (Ingle)    | 4:23  |
|    |                              |       |
| 2. | "Her Favorite Style" (Ingle) | 3:11  |
|    |                              |       |
| 3. | "Filled With Fear" (Ingle)   | 3:23  |
|    |                              |       |
| 4. | "Belda-Beast" (Brann)        | 5:46  |
|    |                              |       |
|    |                              | 16:43 |
|    |                              |       |

### Dodatkowe utwory (CD z 1999 r.)
| 1. | "I Can't Help But Deceive You Little Girl" (Ingle) | 3:34  |
|    |                                                    |       |
| 2. | "To Be Alone" (Ingle, Robert Woods Edmondson)      | 3:05  |
|    |                                                    |       |
|    |                                                    | 06:39 |
|    |                                                    |       |

## Single
Amerykańskie single i pozostałe
- "In the Time of Our Lives"/"It Must Be Love" (96. miejsce na liście Billboardu)
- "Soul Experience"/"In the Crowds" (75. miejsce na liście Billboardu)

Single wydane tylko w Wielkiej Brytanii
- "Belda-Beast" (4:59 edit)/"Lonely Boy"

## Wykonawcy
- Doug Ingle – organy, wokal prowadzący (z wyjątkiem "Belda-Beast")
- Erik Brann – gitary, wokal wspierający, wokal prowadzący w utworze "Belda-Beast"
- Lee Dorman – gitara basowa, wokal wspierający
- Ron Bushy – perkusja, instrumenty perkusyjne